# Kozjoechovskaja
Kozjoechovskaja (Russisch: Кожуховская uitspraakⓘ) is een station aan de Ljoeblinsko-Dmitrovskaja-lijn van de Moskouse metro. Het station is een van de zes van het initiële deel van de lijn dat op 28 december 1995 werd geopend. Het is genoemd naar de buurt ten westen van het station en is regelmatig verward met een nieuwe woonwijk met dezelfde naam aan de oostrand van de stad. Aanvankelijk was het station niet opgenomen in de lijn maar toen het er naar uitzag dat Doebrovka niet gebruikt zou kunnen worden werd het aan het project toegevoegd.

## Ontwerp en inrichting
Het station is een enkelgewelfdstation op 12 meter diepte uit gewapend beton dat ter plaatse is gegoten. Hoewel beide kanten van het perron zijn voorzien van een vaste trap is alleen aan de zuidkant een echte toegang. Het stationsgebouw aan de Joezjnoportovaja Oelitsa kent toegangen bij de Trofimova Oelitsa, de 5e Kozjoechovskaja Oelitsa en de Petra Romanova oelitsa. De trap aan de noordkant van het perron leidt naar een tussenverdieping boven de sporen maar is niet verbonden met een verdeelhal of toegangen. De inrichting van het station is geïnspireerd op de autohandel rond het station. Onder het gewelf zijn de tunnelwanden bekleed met marmer dat naadloos overgaat in het gewelf. Voor de verlichting zijn over de volle lengte rood gekleurde armaturen opgehangen aan het gewelf. Het perron zelf bestaat uit graniet in verschillende kleuren overwegend grijs.

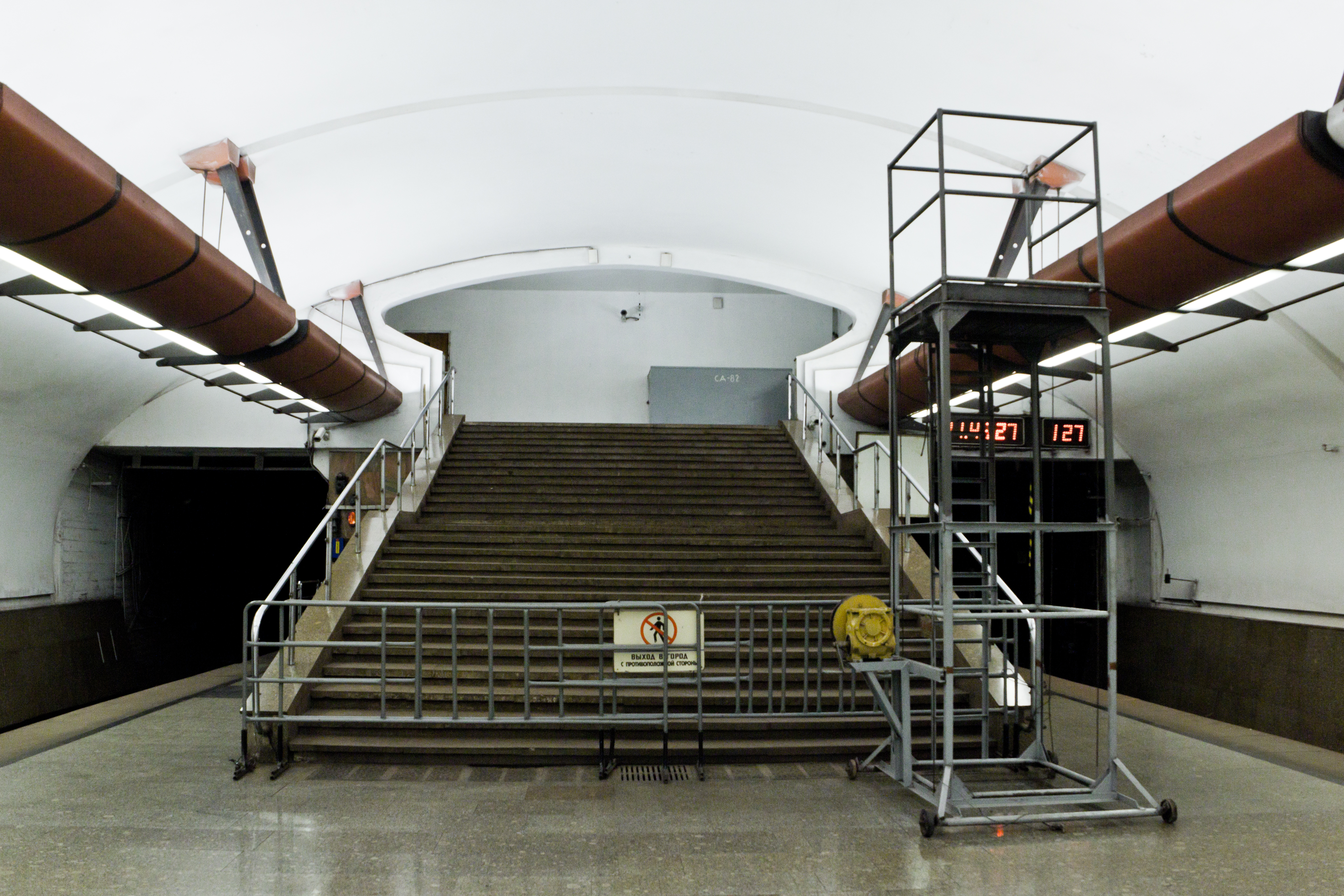
De trap aan de noordkant van het perron
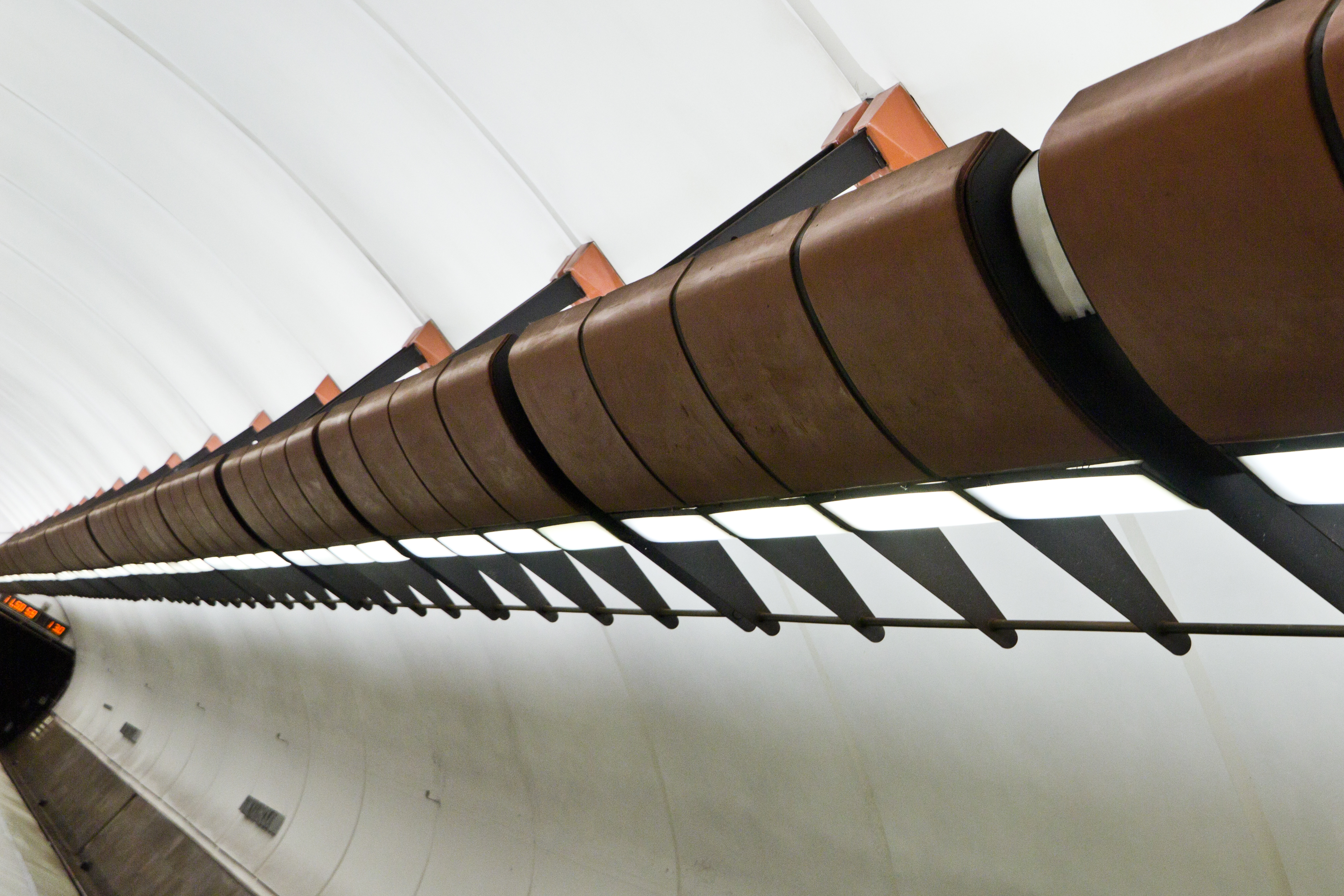
De armaturen
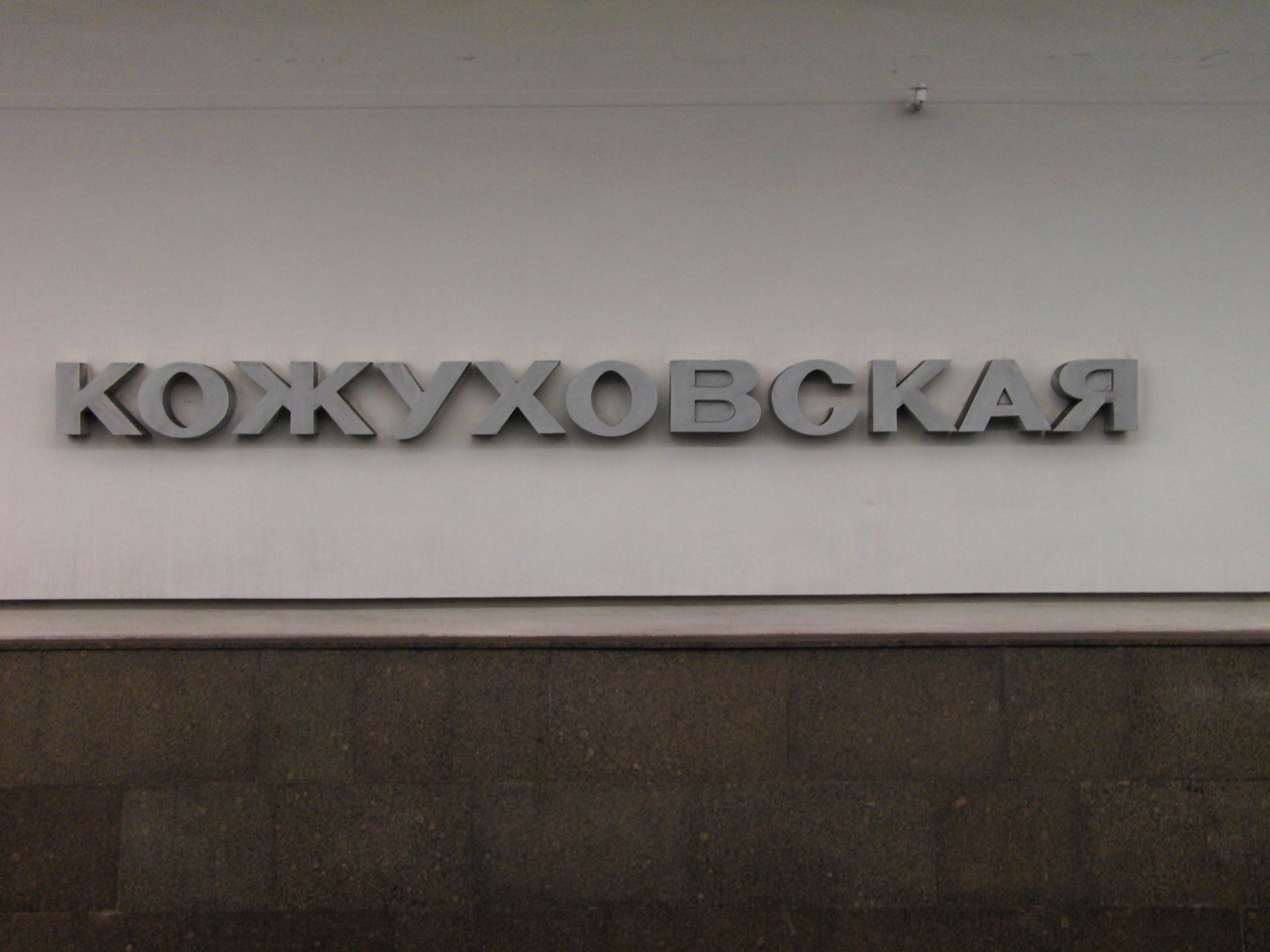
De stationsnaam op de tunnelwand

## Reizigersverkeer
Gemiddeld maken 28.200 reizigers per dag gebruik van het station. Deze kunnen vanaf 5:40 uur een metro naar het centrum nemen, in zuidelijke richting vertrekt de eerste metro om 6:03 uur. Reizigers mogen zonder opnieuw het instaptarief te betalen overstappen op Doebrovka van de Moskouse Centrale Ringlijn dat ongeveer 750 meter noordelijker ligt. Voor 2023 is een station gepland bij de zuidhaven ten zuidoosten van Kozjoechovskaja. Voor de langere termijn is er een plan om de Kommoenarskaja-lijn uit het westen en de Nekrasovskaja-lijn uit het oosten door te trekken naar Kozjoechovskaja zodat een lijn ontstaat met een overstap op lijn 10 bij Kozjoechovskaja.

## Diversen
De uitspraak van de naam van de straat en station is niet eenduidig. Het woordenboek van Moskouse straten hanteert een klemtoon op de tweede o, terwijl het metrobedrijf de klassiekere klemtoon op de oe gebruikt bij de omroepberichten. Viktor Dvoeretsenskich, hoofd van de stedelijke rekenkamer, maakte bekend dat het station 225% van het begrote bedrag heeft gekost en een aantal media merkten op dat dit het duurste metrostation is. Station Doebrovka ligt 50 meter lager en aan de noordkant is bij een blik langs het spoor de helling te zien als er een trein aankomt. Aan de zuidkant is ook een helling in de richting van Petsjatniki, deze is echter minder stijl in verband met de bodemgesteldheid aan die kant. Hierom werd ook de noordelijker gelegen Tagansko-Krasnopresnenskaja-lijn tussen Volgogradski Prospekt en Tekstilsjtsjiki in de jaren 60 bovengronds aangelegd omdat er toen geen grondbevriezingstechniek beschikbaar was.